# Johann Christian Heerdt
Pour les articles homonymes, voir Heerdt.
Johann Christian Heerdt, né le 4 mai 1812 à Francfort-sur-le-Main et mort le 1er juin 1878 à Bockenheim, est un peintre paysagiste allemand.

## Biographie
Johann Christian Heerdt naît le 4 mai 1812 à Francfort-sur-le-Main.
Il fréquente d'abord l'école de peinture de Heinrich Friedrich Höffler, puis étudie à l'École Städel de Francfort-sur-le-Main auprès d'Adolf Johann Hoeffler, du sculpteur Johann Nepomuk Zwerger, de l'architecte Friedrich Maximilian Hessemer (de), du peintre et graveur Carl Friedrich Wendelstadt (de) et surtout du directeur Philipp Veit. En 1836, il étudie auprès de Johann Wilhelm Schirmer à l'Académie des beaux-arts de Düsseldorf, où il passe du portrait à la peinture de paysage.
En 1836, il s'installe à Francfort avec Alfred Rethel et Heinrich Funk. Là-bas, Johann Christian Heerdt travaille non seulement en tant qu'artiste mais aussi en tant que professeur de dessin dans différentes écoles. De nombreux motifs de ses peintures de paysages, souvent accompagnés d'architecture, proviennent de ses voyages dans la Rhénanie, du Taunus et enfin de la Haute Bavière et du Tyrol du Sud.
Sa sœur Elise Heerdt est mariée au peintre Friedrich Wilhelm Delkeskamp. Sa fille est la peintre Emma Heerdt (1849-1936).
Johann Christian Heerdt meurt le 1er juin 1878 dans sa ville natale.

## Œuvres

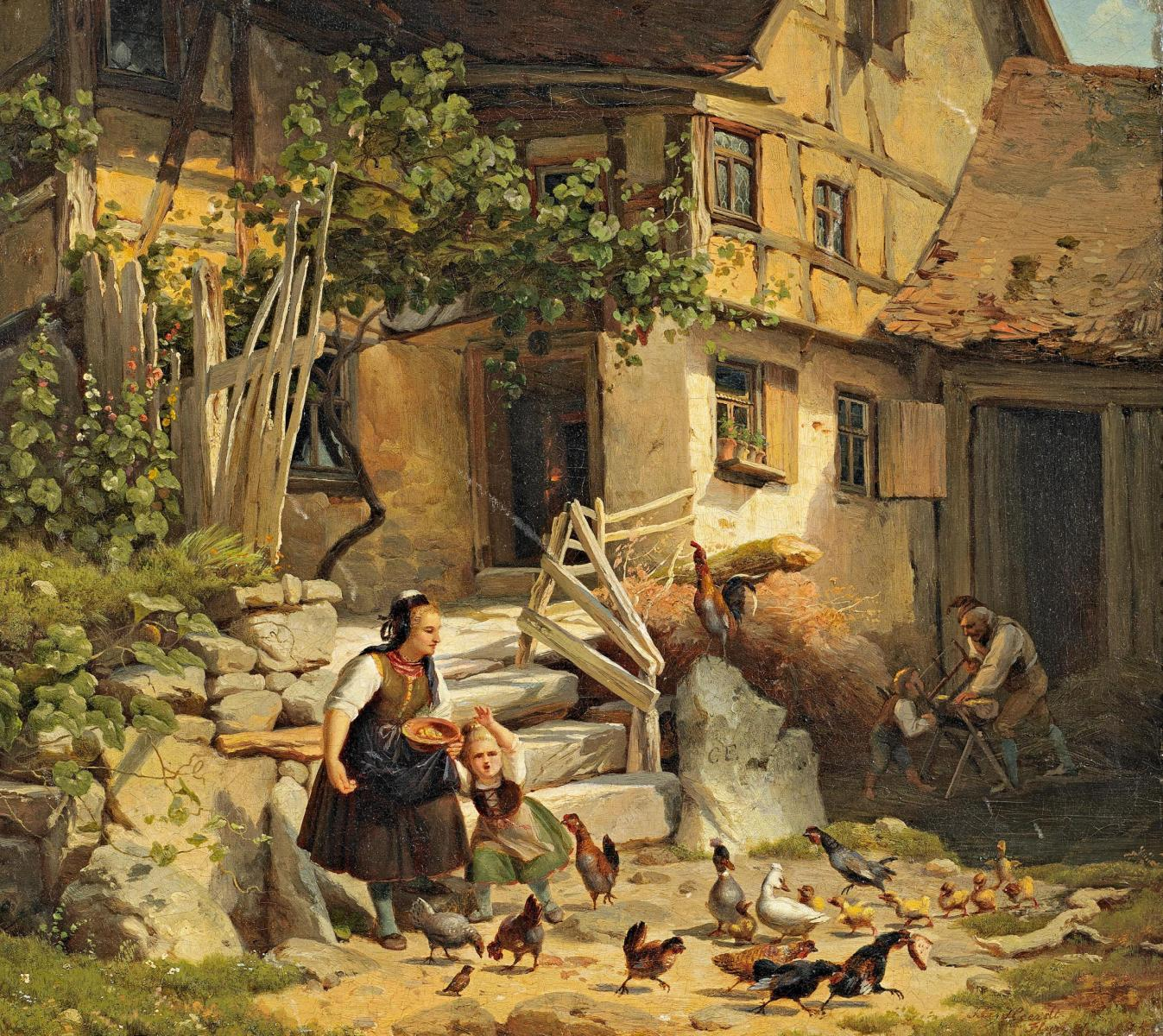
Hessische Bauern vor dem Gehöft

- Bergbauernhof im Sommer mit Vieh- und Personenstaffage; huile sur toile
- Motiv aus Cronberg im Taunus, 1852; huile sur toile[1]
- Straße in Kronberg mit Blick auf Falkenstein; huile sur carton